# هانز آیکه
هانز آیکه (آلمانی: Hans Eicke؛ ۱ دسامبر ۱۸۸۴ – ۲۲ اوت ۱۹۴۷) دونده سرعت اهل آلمان بود.